# Реформація у Франції
Реформація у Франції (від лат. reformatio — виправлення, відновлення) — масовий релігійний та суспільно-політичний рух у Франції XVI століття, направлений на реформування католицької церкви відповідно до її первісних традицій.
Прихильників кальвінізму у Франції називали гугенотами. На відміну від багатьох інших країн Європи, вони не займали строго певної географічно території. Осередки кальвінізму були розсіяні всією територією країни. Це обумовлювало особливо запеклий, братовбивчий характер релігійних воєн у Франції.

## Передісторія
Ще в XV столітті у Франції з'явилася Галіканська церква. У 1516 році (за рік до Реформації) був укладений Болонський конкордат, який робив французького короля фактичним главою католицької церкви на території Франції, при цьому Папа Римський зберігав формальне верховенство. Тому боротьба проти католицизму у Франції не могла копіювати німецькі зразки. Боротьба проти Церкви означала боротьбу проти короля.

## Початок Реформації у Франції
У 1523 році паризький професор Якоб Фабер перекладає Новий Завіт французькою мовою, проте він ще не виступив із критикою папства. Його діяльність сприймалася скоріше як продовження ренесансного гуманізму в дусі ліберального католицизму. Вперше з критикою католицизму виступив Гійом Фарель у 1526 році, познайомившись із швейцарським протестантизмом у версії Ульріха Цвінглі. Французький король Франциск I спочатку терпимо ставився до діяльності реформаторів, серед яких був і Жан Кальвін.
Однак в 1532 році до Реформації приєдналися вальденси, які мали репутацію єретиків. 1534 року напередодні кризи в Парижі з'явилися листівки, що грубо критикували месу. 29 січня 1535 року в Парижі було спалено шість протестантів. Для боротьби з протестантами була заснована Вогняна палата. Частина реформатів утікла до Швейцарії (Фарель, Кальвін), частина на південний захід до автономного Наваррського королівства (Якоб Фабер), яке до 1560 року стало оплотом протестантизму у Франції. Деякі гугеноти намагалися знайти порятунок у колоніях (Антарктична Франція, Французька Флорида).

## Галіканська сповідь
У травні 1559 року гугеноти провели в Парижі синод, на якому прийняли Галіканську сповідь. Через місяць у результаті нещасного випадку на лицарському турнірі загинув Генріх II, після смерті якого суперництво аристократичних кланів Гізів з Лотаринзького дому і Бурбонів за вплив на його слабких синів стало все частіше здобувати релігійний відтінок. Дім Гізів був настільки католицьким, що виступав за залучення іспанської допомоги, а сімейство адмірала Коліньї настільки гугенотським, що виступала за залучення англійців і навіть німців.
При неповнолітньому Франциску II Гізи були близькими до влади, оскільки матір'ю дружини короля, Марії Стюарт, була Марія де Гіз . Гугеноти, передбачаючи репресії, виношували план Амбуазької змови (1560), що передбачала вбивство лідерів партії Гізів і захоплення влади домом Бурбонів. Змова провалилася, проте згодом Бурбони стали правити Францією, відмовившись від кальвінізму на користь католицизму .

## Релігійні війни

Поширення протестантизму у Франції на рубежі XVI—XVII ст.: кальвінізм (фіолетовий колір), лютеранство (синій)

У 1560 році Франциск II помер, і престол успадковував його молодший брат, 10-річний Карл IX. Королева-мати, Катерина Медічі, взяла на себе владу і спробувала запобігти релігійній війні, гарантувавши гугенотам обмежену віротерпимість у суворо визначених регіонах (едикт 1562 року).
Коли герцог Франциск де Гіз виявив гугенотів, які відправляли богослужіння за межами встановлених кордонів, він відкрив вогонь, влаштувавши різанину у Вассі (1 березня 1562 року), що привело до початку гугенотських воєн. Гугенотів очолив принц крові Людовик Конде з дому Бурбонів. Кальвін надав йому підтримку. Почалися бойові дії, в ході яких гугенот Конде захопив Орлеан і підступив до Парижу, але в битві при Дрьо був розбитий і потрапив до полону. Пізніше Франциск де Гіз був застрелений гугенотом Жаном де Польтро. У 1563 році був укладений Амбуазький мир. У 1567 році релігійні війни поновилися у зв'язку з Мішеладою. У 1571 році синод гугенотів відбувся в місті Ла-Рошель. У синоді взяли участь 18-річний Генріх Наваррський і його мати Жанна

## Варфоломіївська ніч
Наприкінці десятирічного періоду безрезультатної ворожнечі Катерина Медічі зробила другу спробу примирення, скріпивши її шлюбом Генріха Наваррського, сина Жанни д'Альбре і надії гугенотів, зі своєю дочкою Маргаритою Валуа, католичкою. Ватажки всіх партій прибули на весілля до Парижу. Герцог Гіз зробив невдалий замах на Коліньї. Потім Гіз, з мовчазної згоди Катерини та її сина Карла, охопленого панікою, спробував убити всіх лідерів гугенотської партії під час різанини в ході Варфоломіївської ночі в серпні 1572 року. За цим відбулися криваві бійні в провінціях, в яких загинуло до 30 тисяч гугенотів. Під час погромів вождя гугенотів Коліньї вбив чеський найманець Діановіц.

## День барикад
У 1574 році Карла IX змінив на троні його брат, Генріх III. Оскільки всі діти Генріха III померли, його спадкоємцем ставав кальвініст Генріх Наваррський. Аристократичний клан Гізів створив Католицьку лігу у 1576 році. У 1585 році Папа Сикст V позбавив Генріха Наваррського права на престолонаслідування. Генріх III уклав союз із Генріхом Наваррским, а Генріх Гіз вирішив боротися із ситуацією, що склалася, військовими методами і увів військо до Парижу, однак не зміг домовитися з парижанами.
12 травня 1588 року увійшло в історію як День барикад, що стався через повстання католиків у Парижі проти короля Генріха III. У жовтні 1588 року в Парижі були скликані Генеральні Штати, які прийняли рішення перервати війну. Генріх Гіз не погодився на це, за що був убитий за наказом Генріха III, який, проте, незабаром теж був позбавлений життя фанатичним католиком Жаком Клеманом.

## Нантський едикт
У 1590 році війська Генріха Наваррського три місяці тримали в облозі Париж, за стінами якого ховалися представники Католицької ліги. Протистояння закінчилося тим, що Генріх Наваррський погодився прийняти католицизм (вимовивши при цьому легендарний вислів «Париж вартий меси», що став крилатим) і в лютому 1594 року був коронований під ім'ям Генріха IV. Аби відновити в країні мир і послабити анти-абсолютистські сили, в 1598 році він видав Нантський едикт, який надавав гугенотам свободу совісті (як і раніше, однак, не у всіх регіонах) і право на повноправну участь у суспільному житті. У 1610 році Генріха Наваррського заколов католик Равальяк.

## Гугенотські повстання
У 1620 році повстали гугеноти Ла-Рошелі, що привело до облоги міста королівськими військами. В облозі міста брав участь і французький філософ Рене Декарт.
Едикт був скасований лише в 1685 році королем Людовіком XIV, який перебував під впливом єзуїтів. Влада розпочала гоніння протестантів (Драгонади), що призвело до масового виходу гугенотів з Франції.